# Angical do Piauí
Angical do Piauí é um município brasileiro do estado do Piauí. Localizado na Microrregião do Médio Parnaíba Piauiense, mesorregião do Centro-Norte Piauiense, possui uma população estimada de 6.688 habitantes (estimativa 2016) e uma área de 223 km².

## Origem
Três famílias estabeleceram-se onde hoje é Angical do Piauí: os Gomes, provindos do Ceará e liderados pelo coronel João Gomes Soares Lemos; os Santos, originários do próprio município, e os Soares, naturais do Maranhão e sob o comando do major Inácio Soares do Nascimento. A estes antecederam os índios da tribo "pilões", os primeiros habitantes da localidade.
Coube ao coronel Marcelino Luís de Sousa a distinção de ser um dos primeiros comerciantes do lugar. Morador do povoado Boa Nova, usou de sua fortuna para adquirir o primeiro veículo automotor do município e abrir uma estrada carroçável que permitiu o acesso a Regeneração e São Pedro do Piauí. Em 1944 o desenvolvimento comercial e agrícola fez de Angical do Piauí um povoado sob a jurisdição de Amarante.
O processo de emancipação política do povoado tomou forma com o auxílio do deputado estadual João Ribeiro de Carvalho, político cearense natural de Santana do Cariri e radicado em Amarante. Em 24 de julho de 1954 o governador Pedro Freitas elevou Angical do Piauí à condição de município ao sancionar a Lei nº. 1.054. No ano seguinte houve a eleição do prefeito Luís Pereira dos Santos, além do vice-prefeito e de cinco vereadores que assumiram seus mandatos em 24 de dezembro de 1955, já sob o governo Gaioso e Almendra, quando o novo município passou a existir.

## Política
Até o ano de 2024, Angical do Piauí realizou dezoito eleições municipais regulares e na mais recente o economiário Bruno Ferreira Sobrinho Neto reelegeu-se prefeito, sendo que a Câmara Municipal é constituída por nove vereadores.

## Economia
Seu posicionamento geográfico é favorável em vários aspectos, pois encontra-se na região central do Médio Parnaíba, é uma cidade bastante visitada nos períodos festivos: Angifolia e Angical Fest (carnavais fora de época), Carnaval, Semana Santa, Aniversário da Cidade e Festejo.
Sua principal atividade econômica é o comércio, além de outras atividades de pequeno porte como a agricultura e a pecuária. No mês de julho comemora-se o aniversário da cidade e em outubro os festejos da padroeira de Nossa Senhora do Rosário.
A cidade possui muitas áreas de lazer. No mês de carnaval desfila o Bloco do Zé Pereira, (homens vestidos de mulher), bloco tradicional da Rua Marcelino Sousa (Rua das Areias), que desfila em direção ao centro da cidade animando a multidão que segue o bloco. No mês de janeiro ocorre um carnaval fora de época já consagrado na cidade, o Angifolia, que conta com o desfile de dois blocos, "To atoah" e " love".Em Junho ocorre Morrin Fest(Micareta do Bairro Nossa Senhora do Rosário)E em Julho ocorre o Angical Fest. Durante o carnaval na terça-feira de carnaval desfila pelas ruas da cidade o tradicional bloco da maizena, arrastando milhares de foliões pelas ruas da cidade.

## Localização
Limita-se ao norte com os municípios de Palmeirais e São Pedro do Piauí, ao sul Amarante e Regeneração, a leste Jardim do Mulato e Santo Antônio dos Milagres, e a oeste, Amarante.
| Noroeste: Palmeirais | Norte: Palmeirais e São Pedro do Piauí | Nordeste: São Gonçalo do Piauí                       |
| Oeste: Amarante      |                                        | Leste: Jardim do Mulato e Santo Antônio dos Milagres |
| Sudoeste: Amarante   | Sul: Amarante e Regeneração            | Sudeste: Regeneração                                 |